# الدوري الإسباني الدرجة الثالثة 1931–32
الدوري الإسباني الدرجة الثالثة 1931–32 (بالإسبانية: Tercera División de España 1931-32)‏ هو موسم من الدوري الإسباني الدرجة الثالثة. فاز فيه أوساسونا.